# Adalbert Gyrowetz
Adalbert Gyrowetz, també conegut com a Vojtech Matyás Jírovec (České Budějovice, 20 de febrer de 1763 - Viena, 19 de març de 1850) fou un compositor i director d'orquestra txec.
Començà la carrera de dret a Praga, però ben aviat s'entregà a l'estudi de la música, i un dels seus mestres fou Nicola Sala a Nàpols. El 1804 fou nomenat mestre de la Capella Reial i director de l'Òpera, càrrec que desenvolupà fins al 1831, i on entre els seus alumnes tingué a Gustav Barth.
Va compondre, a més de simfonies i peces de música di camera, algunes misses, 40 ballables i 30 òperes. Entre aquestes cal citar Agnes Sorel (1806) i Der Augenarzt (1811).